# Pitayo
{{Ficha de entidad subnacional
| unidad = Localidad
| país =  Perú
| idioma = Español
| tipo_superior_1 = Departamento
| superior_1 = Archivo:Bandera de la región de Lambayeque.svg [[Departamento de Lambayeque09[Lambayeque]]
| tipo_superior_2 = Provincia
| superior_2 = Archivo:Bandera de Lambayeque 2010.PNG Lambayeque
| tipo_superior_3 = Distrito
| superior_3 = Lambayeque
| mapa_loc = Perú
| población_año = 2017
| población = 73
| altitud = 318
| mapa_loc1 = Lambayeque
| mapa = 
| código postal = 20150
}}
Pitayo es un caserío peruano ubicado en el distrito de Lambayeque, perteneciente a la provincia de Lambayeque del departamento de Lambayeque, al norte del Perú.

## Ubicación
Pitayo se ubica al noreste de la provincia Lambayeque, en el distrito de Lambayeque, en el departamento de Lambayeque. Se ubica muy cerca a la ciudad de Lambayeque]].

## Demografía
En 2017 Pitayo tenía una población de 73 habitantes.
| Gráfica de evolución demográfica de Pitayo entre 1993 y 2017 |
|                                                              |
| Fuentes: Población 1993 y 2017                               |